# Stephan Krüger
Stephan Krüger, född 29 november 1988 i Rostock i dåvarande Östtyskland, är en tysk roddare.
Krüger tävlade för Tyskland vid olympiska sommarspelen 2008 i Peking, där han slutade på 6:e plats i scullerfyra. Vid olympiska sommarspelen 2012 i London slutade Krüger tillsammans med Eric Knittel på 9:e plats i dubbelsculler.
Vid olympiska sommarspelen 2016 i Rio de Janeiro slutade Krüger tillsammans med Marcel Hacker på 8:e plats i dubbelsculler. Vid olympiska sommarspelen 2020 i Tokyo slutade Krüger och Marc Weber på femte plats i B-finalen i dubbelsculler, vilket var totalt 11:e plats i tävlingen.